# マキシム・ガウチ
マキシム・ガウチ、イタリア語名はマッシモ・ガウシ（Maxim Gauci、 Massimo Gauci、1774年2月11日 - 1854年11月3日）はマルタ生まれで、イギリスで働いた版画家である。多くの植物学書の図版や、肖像画を製作した。

## 略歴
マルタ島のバレッタで生まれた。マルタ在住の画家、Michele Busuttilに学んだ後、当時、マルタを治めていた、マルタ騎士団のグランドマスターの推薦でローマのアカデミア・ディ・サン・ルカで学んだ。
1908年に、パリに移り、結婚した。エジプトや中東で過ごした後、ロンドンで移り、工房を開き、視力が衰えるまでイギリスで働いた。
植物学書の図版としては、ナサニエル・ウォーリッチの著作、"Plantae Asiaticae Rariores"やジェームズ・ベイトマンの "Orchidaceae of Mexico and Guatemala"などで高い評価を得た。ジョン・フォーブス・ロイルの "Himalayan Mountains"、"flora of Cashmere"の図版も製作した。
ナショナル・ポートレート・ギャラリーに収められている多くの肖像画も製作した。
息子のウィリアム・ガウチ（William Gauci）は風景版画を多く製作した版画家で、ポール・ガウチ（Paul Gauci）も父親の工房を引き継ぎ、版画家として働いた。

### 植物画・博物画

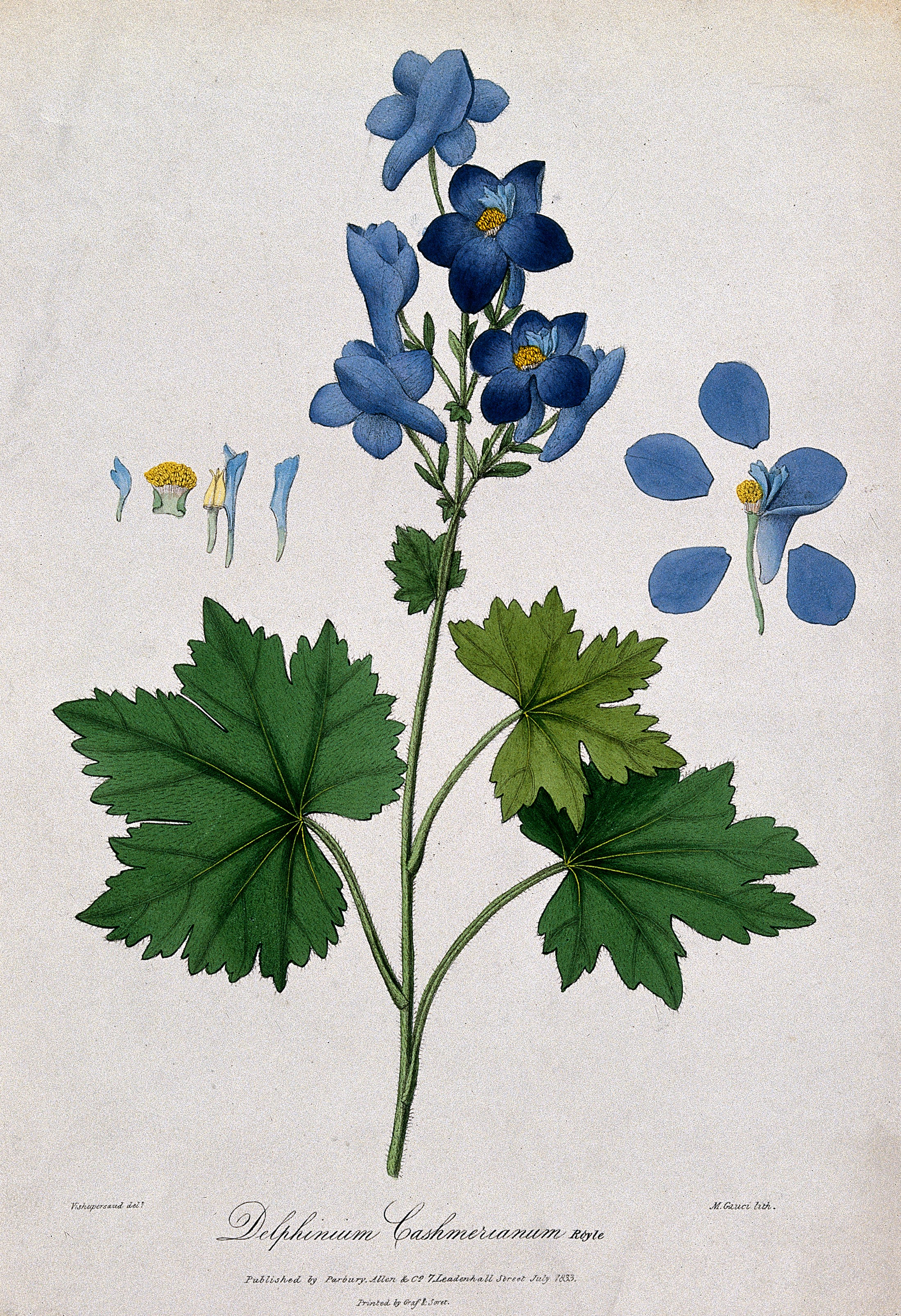
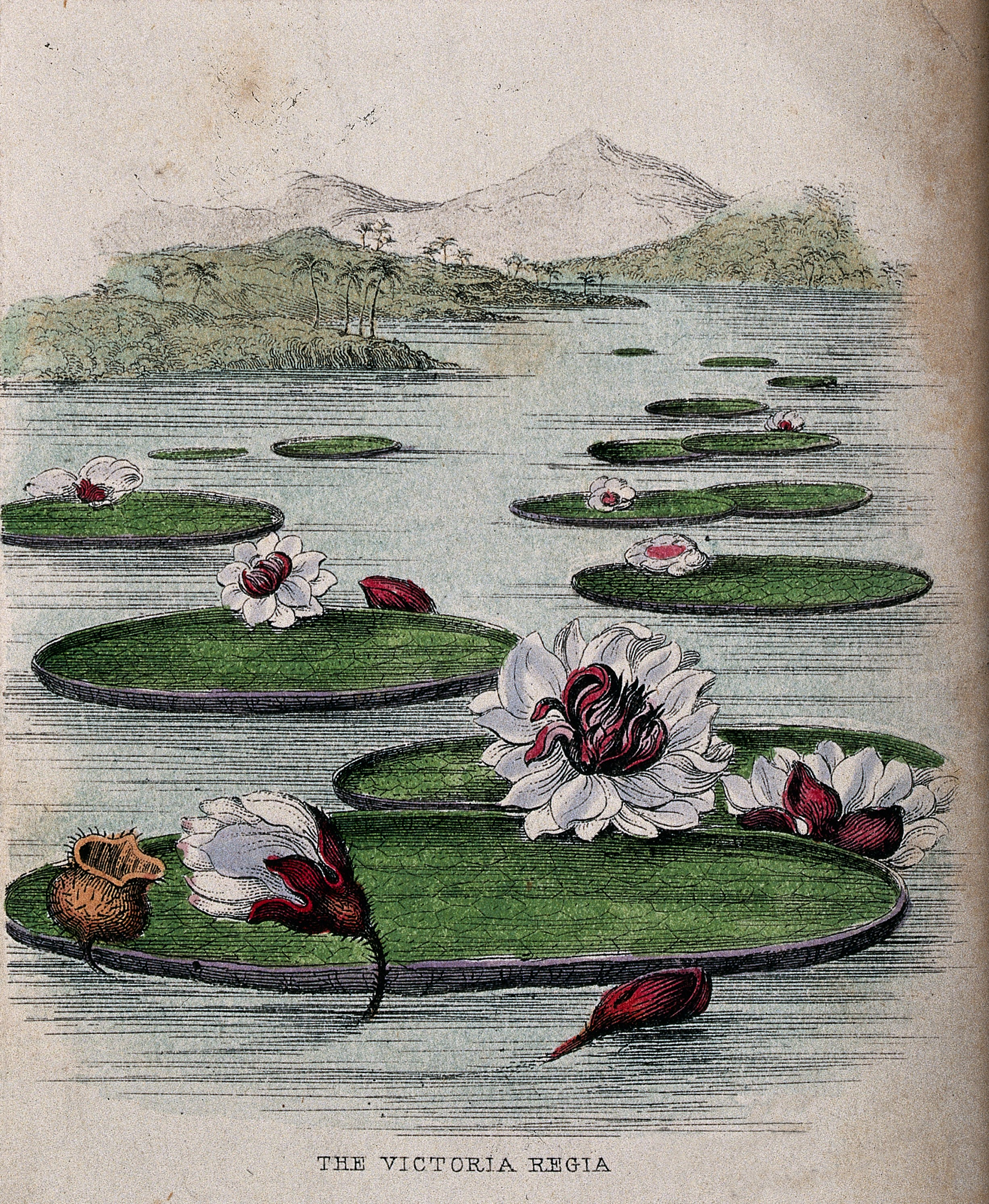
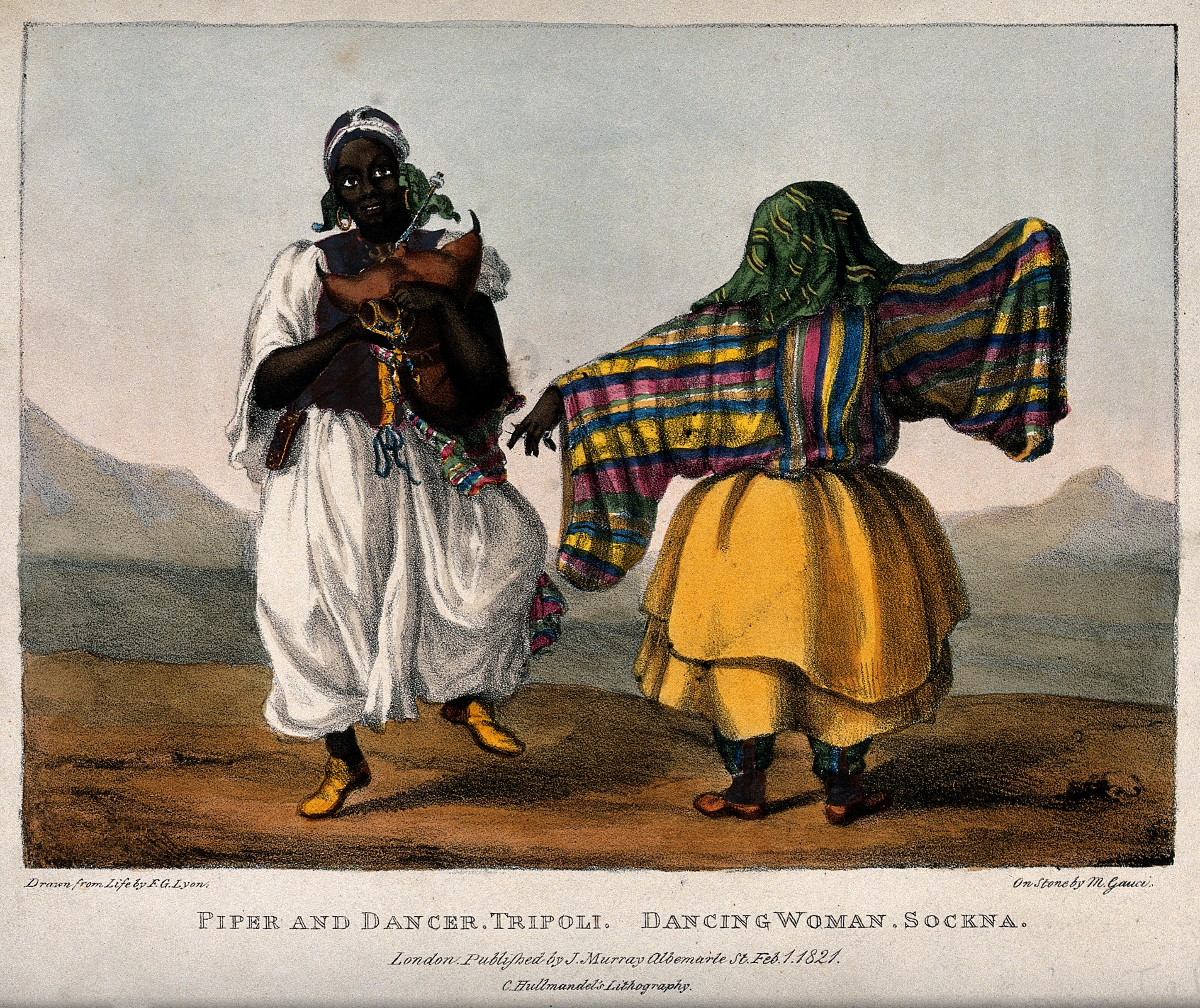

## 作品

### 肖像画

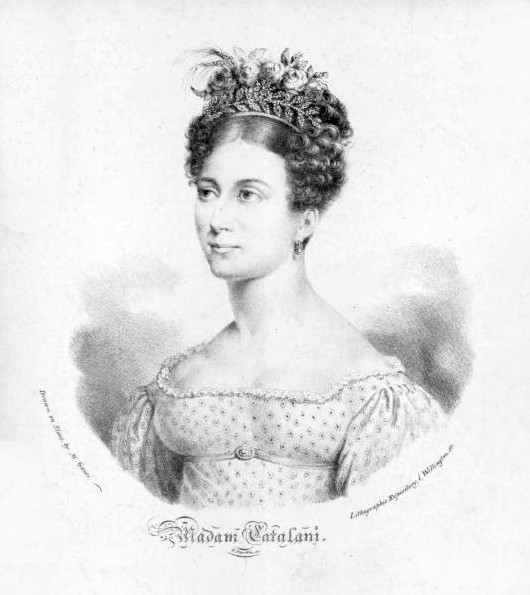
アンジェリカ・カタラーニ（オペラ歌手）
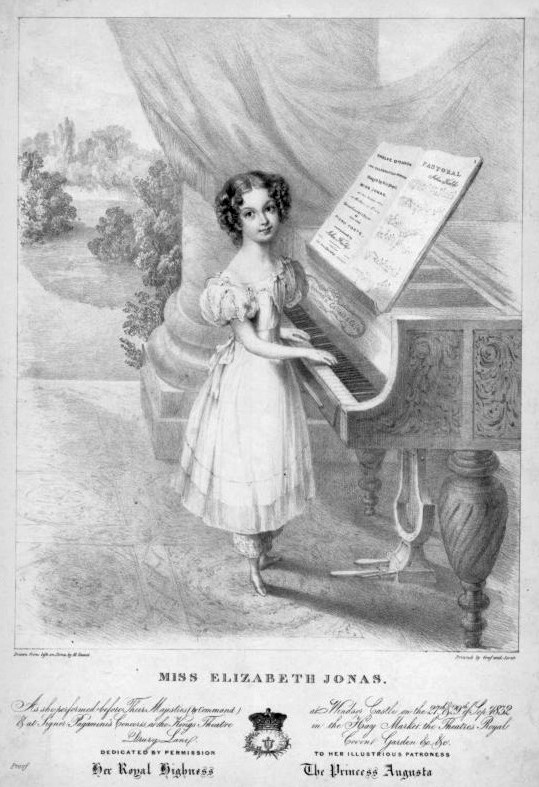
Elizabeth G. Jonas
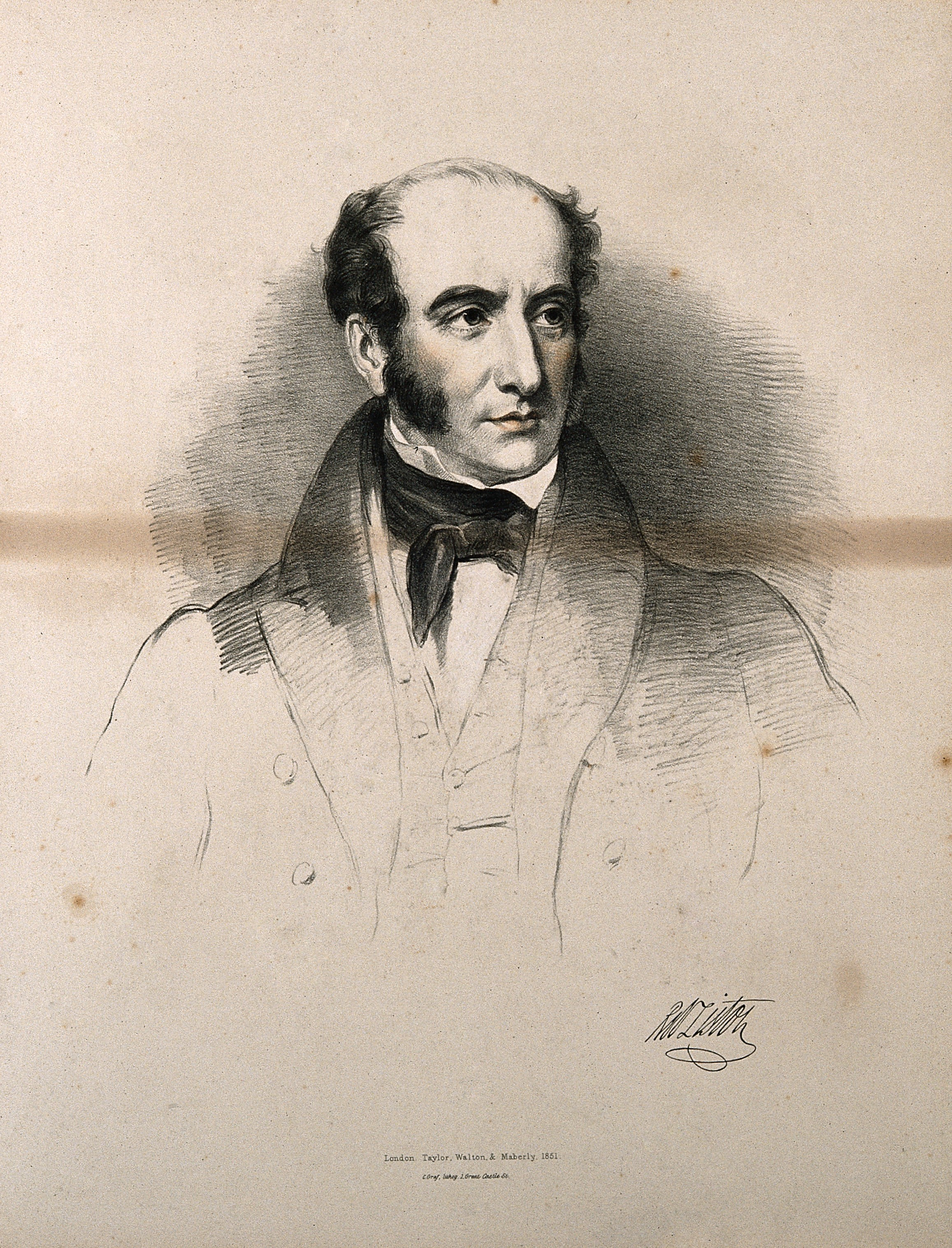
ロバート・リストン（医師）
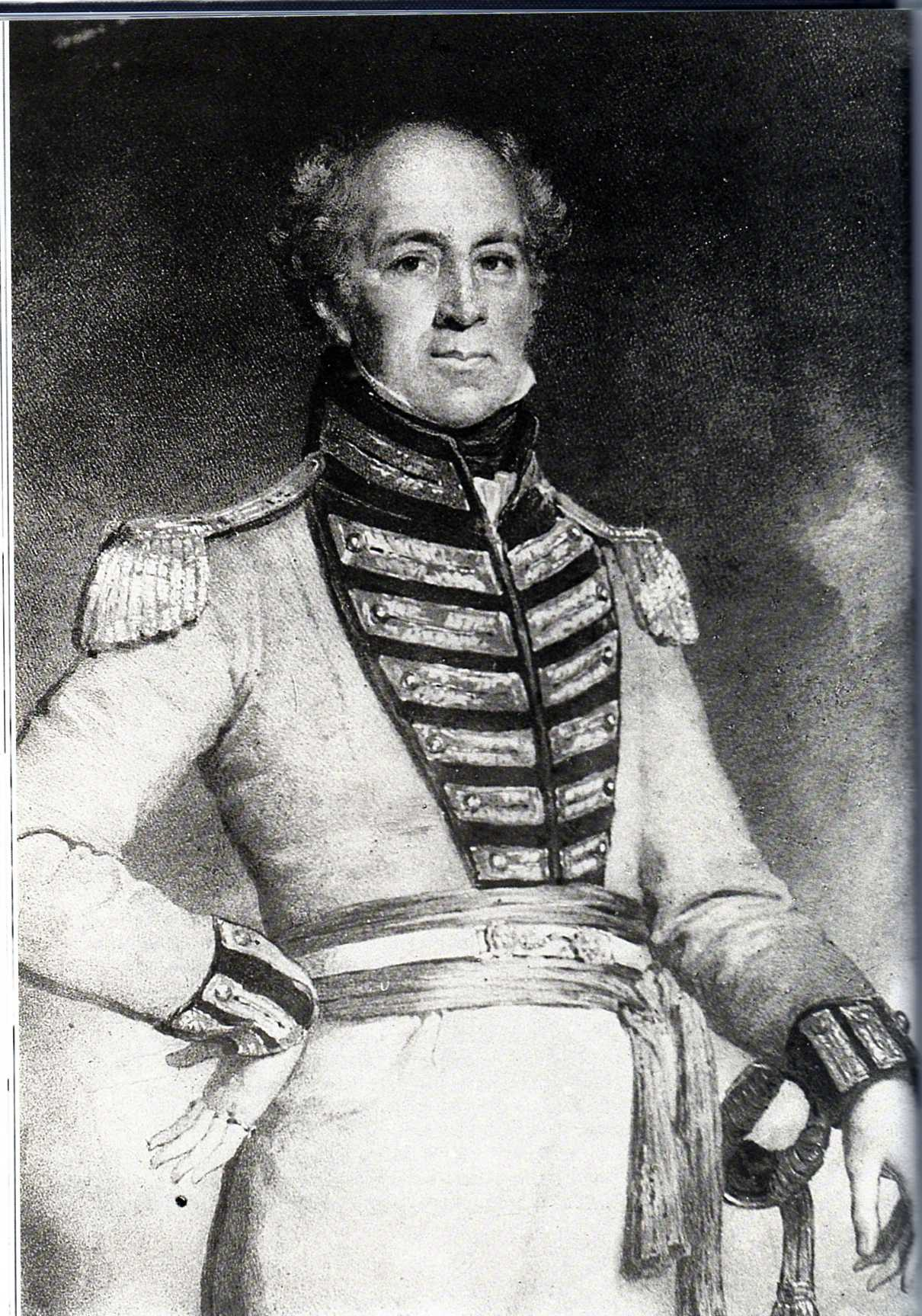
William Farquhar（軍人）
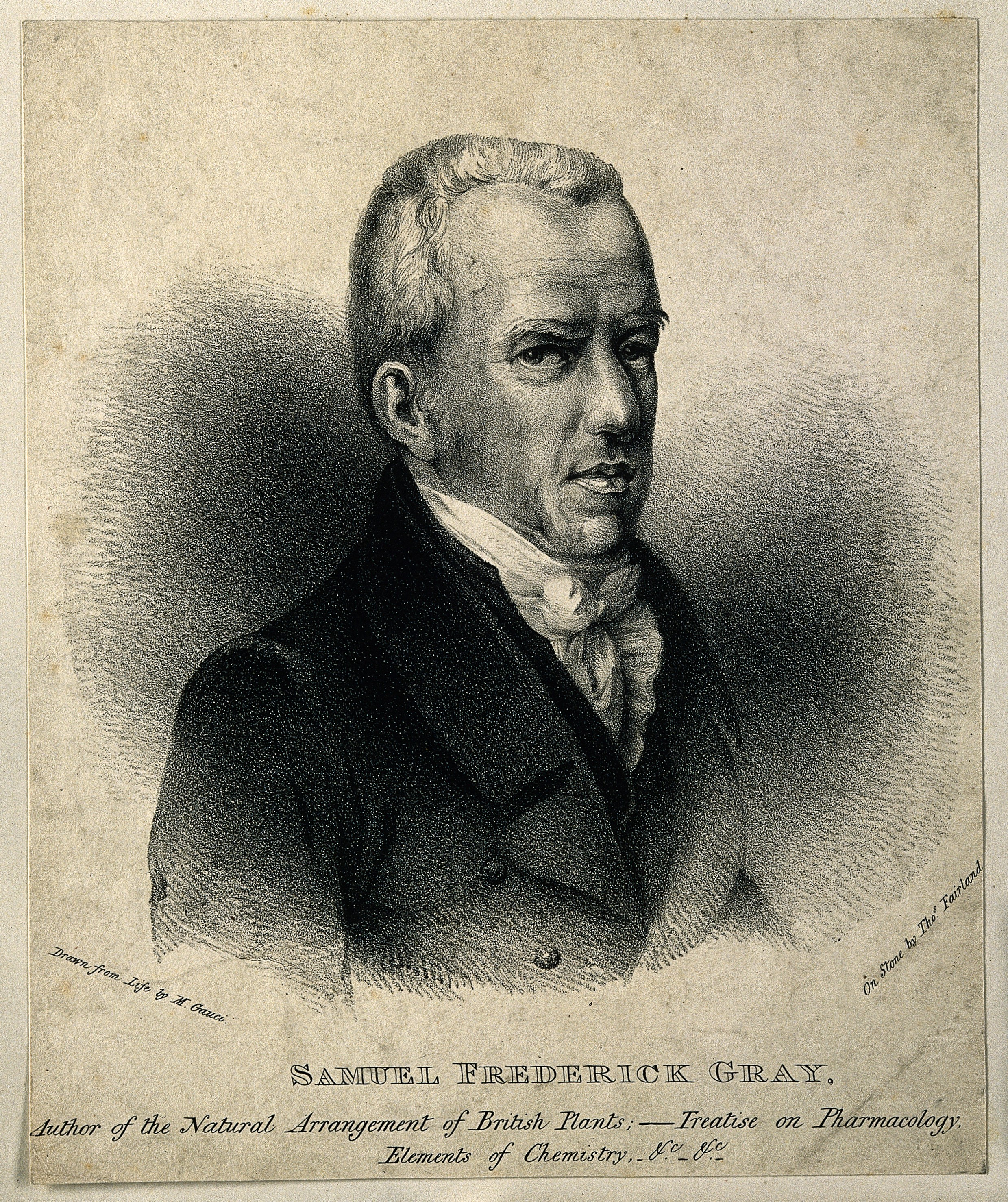
S.F.グレイ（植物学者）